# West Side Story (pel·lícula de 2021)
West Side Story és una pel·lícula musical de drama romàntic dels Estats Units de 2021 dirigida i co-produïda per Steven Spielberg, amb guió de Tony Kushner i coreografia de Justin Peck. La pel·lícula és una adaptació del musical de Broadway de 1957 del mateix nom d'Arthur Laurents, Leonard Bernstein i Stephen Sondheim, que inspirada en Romeu i Julieta de William Shakespeare. S'espera que el guió s'apropi més al guió del musical que a l'adaptació de 1961 dirigida per Robert Wise i Jerome Robbins. La protagonitzen Ansel Elgort i Rachel Zegler, juntament amb Ariana DeBose, David Alvarez, Mike Faist, Corey Stoll i Brian d'Arcy James, així com Rita Moreno, estrella de la pel·lícula original de 1961, en un paper secundari.
Està produïda per Amblin Entertainment i era previst que s'estrenés als Estats Units el 18 de desembre de 2020.era previst que s'estrenés als Estats Units el 18 de desembre de 2020. Estava previst que s'estrenés als cinemes catalans el 16 de desembre de 2020. Finalment s'estrenarà el 10 de desembre de 2021.

## Premissa
Els adolescents Tony i Maria, malgrat pertànyer a bandes de carrer rivals: els Jets blancs i els Sharks porto-riquenys, s'enamoren al Nova York dels 1950.

## Argument
A San Juan Hill veïnat a l'Upper West Side a l'estiu de 1957, una banda de nord-americans blancs, els Jets, lluiten pel control del veïnat, defensats pels Sharks porto-riquenys que són dirigits per Bernardo («Prologue»). L'oficial Krupke i el tinent Schrank dissolen una breu escaramussa, que els recorda que el conflicte no té sentit ja que tot el veïnat és demolit per a la construcció del Lincoln Center, però les dues colles són massa orgulloses per preocupar-se («La Borinqueña (Sharks Version)»). El líder dels Jets, Riff, proposa una baralla entre les dues bandes («Jet Song»). S'acosta al seu amic Tony, que està en llibertat condicional, buscant ajuda. Tony es nega, desitjant passar una nova pàgina amb l'ajuda de Valentina, la propietària porto-riquenya de la botiga general de Doc («Something's Coming»).
Maria, la germana de Bernardo, està compromesa amb Chino però anhela la independència, contra les reprimendes de Bernardo i la seva nòvia Anita. En un ball local, Tony i Maria es veuen i s'enamoren instantàniament (Dance at the Gym). Això enfuria Bernardo, que accepta els termes de Riff per a una baralla al Salt Shed, sempre que Tony assisteixi. Tony expressa el seu nou amor per Maria («Maria»). La jove parella es troba a l'escala d'incendis de Maria i es comprometen a veure's l'endemà (Balcony scene) («Tonight»).
Bernardo i Anita es barallen per la vida a Nova York en comparació amb Puerto Rico, amb Anita comprant el somni americà sobre el pessimista Bernardo («Amrica»). La policia interroga els Jets sobre l'estrèpit, però ells neguen qualsevol coneixement, burlant-se en privat de Krupke («Gee, Officer Krupke»). Tony porta Maria a una cita a The Cloisters, on revela que va ser empresonat després que gairebé mata a cops un membre d'una colla rival, cosa que el va espantar perquè es reformés. Maria fa prometre a Tony que aturarà l'estrèpit, i es prometen amor l'un a l'altre («One hand, one heart»). Tony intenta convèncer Riff que cancel·li l'estrèpit robant la seva arma acabada de comprar, però els Jets li la tornen ("Cool"). Els Jets i Sharks es preparen per a l'estrèpit; Anita espera que Bernat torni a casa; Schrank ordena a Krupke i a la policia que aturin l'estrèpit; i Tony i Maria esperen veure's després de l'estrèpit («Tonight (Quintet)»). Malgrat l'esforç de Tony, l'estrèpit continua i Riff és apunyalat fins a la mort per Bernat; enfurismat, Tony pren el ganivet de Riff i mata Bernat. Les bandes fugen quan arriba la policia. Chino troba i pren l'arma de Riff («The Rumble»).
Maria parla efusivament del seu amor per Tony a la feina (“I feel preety”). La seva alegria és efímera quan arriba Chino i revela que Tony ha matat Bernardo. És angoixada, però encara l'estima, i planegen fugir junts. Valentina s'assabenta de la mort de Bernardo i reflexiona sobre la seva pròpia relació mestitssa amb el difunt Doc («Somewhere»). Chino, encara armat amb la pistola, planeja matar Tony contra les protestes dels Sharks. Després d'identificar el cos de Bernat a la morgue, Anita torna a casa per veure Maria amb Tony i discuteix sobre la relació. Acceptant que estan enamorats, adverteix que necessiten sortir de la ciutat («A boy like that/I have a love»). Schrank interroga Maria sobre el parador de Tony. Maria envia Anita per advertir Tony sobre Chino. Tot i això, Anita es troba amb els Jets, que criden insults racials, l'obliguen a ballar i, finalment, intenten violar-la fins que Valentina intervé. Traumatitzada, el seu somni dels Estats Units destrossat pels esdeveniments de la nit, Anita decideix tornar a Puerto Rico i, amb rancúnia, afirma que Chino va matar Maria. Valentina renya els Jets, que marxen avergonyits.
En assabentar-se de les notícies d'Anita per Valentina, Tony surt corrents als carrers cridant a Chino que el mati. És interromput per l'arribada de Maria, per al seu alleujament. No obstant això, abans que puguin reunir-se, Chino arriba i dispara a Tony, ferint-ho de mort i mor als braços de Maria. Maria pren l'arma de Chino i apunta els Jets i Sharks reunits, amenaçant de matar-los tots per les seves accions, però no es pot decidir a disparar l'arma. Quan la policia arriba per arrestar Chino, membres de les dues bandes es reuneixen per prendre el cos de Tony, formant solemnement una processó cap a Doc's amb María seguint («Finale»).

## Repartiment
- Ansel Elgort com a Tony[8]
- Rachel Zegler com a Maria[8]
- Ariana DeBose com a Anita[8]
- David Alvarez com a Bernardo[8]
- Mike Faist com a Riff[8]
- Corey Stoll com a tinent de policia Schrank[8]
- Brian d'Arcy James com a sergent de policia Krupke[8]
- Rita Moreno com a Valentina[8]
- Curtiss Cook com a Abe[9]
- Mike Iveson com a Glad Hand
- Jamila Velazquez com a Meche
- Annelise Cepero com a Provi
- Yassmin Alers com a Lluvia
- Jamie Harris com a Rory
- Andréa Burns com a Fausta
- Curtiss Cook com a Abe[10]

### Jets
- Kevin Csolak com a Diesel
- Ezra Menas com a Anybodys
- Ben Cook com a Mouthpiece
- Sean Harrison Jones com a Action
- Patrick Higgins com a Baby John
- Paloma Garcia-Lee com a Graziella
- Maddie Ziegler com a Velma[11]

### Sharks
- Josh Andrés Rivera com a Chino[8]
- Ana Isabelle com a Rosalia[8]
- Julius Anthony Rubio com a Quique
- Ricardo Zayas com a Chago
- Sebastian Serra com a Braulio
- Carlos Sánchez Falú com a Pipo

## Producció

### Desenvolupament
Steven Spielberg va expressar per primera vegada el seu interès a dirigir una nova versió de West Side Story al març de 2014. Això va portar 20th Century Fox a adquirir els drets del projecte. Tony Kushner, que havia treballat amb Spielberg a Lincoln el 2012, va revelar en una entrevista de juliol de 2017 que escrivia el guió de la pel·lícula, i aleshores va dir que deixaria els números musicals intactes, i que la història seria més similar al musical original que a la pel·lícula de 1961.
L'amy següent, va explicar perquè sentia que havia arribat el moment de fer una nova adaptació del musical, dient: «Les divisions entre persones amb idees diferents són tan antigues com el temps mateix. […] I les divisions entre els Sharks i els Jets el 1957, que van inspirar el musical, van ser profundes. Però no tan dividits com ens trobem avui. Va resultar que enmig del desenvolupament del guió, les coses es van eixamplar, cosa que crec que en cert sentit, lamentablement, va fer que la història d'aquelles divisions racials, no només les divisions territorials, fos més rellevant per al públic d'avui que potser fins i tot ho era el 1957».
Al gener de 2018, es va anunciar que Spielberg probablement dirigiria la pel·lícula després de completar el rodatge d'una cinquena entrega de la franquícia d'Indiana Jones. Això va ser seguit uns dies després amb una convocatòria de càsting oberta per als personatges Maria, Tony, Anita i Bernardo. Es van dur a terme trucades de càsting obert addicionals a la ciutat de Nova York a l'abril, i a Orlando, Florida, al maig. Al juliol, la cinquena pel·lícula d'Indiana Jones va ser rebutjada, el que va permetre a Spielberg començar la preproducció de West Side Story.
A l'agost del 2018, es rumorejava que Camila Cabello era considerada per al paper de María, però ho va negar el novembre del 2018, i va dir que preferiria centrar-se a gravar el seu segon àlbum en solitari. Justin Peck va ser contractat per coreografiar la pel·lícula al setembre de 2018, i Ansel Elgort es va unir a la pel·lícula com Tony. Al novembre, Eiza González va emergir com a contendent per al paper d'Anita, Rita Moreno va ser escollida com a Valentina, una versió modificada del personatge Doc.
Al gener de 2019, la nouvinguda Rachel Zegler va ser triada per al paper principal de Maria, amb Ariana DeBose, David Alvarez i Josh Andrés Rivera també unint-se com Anita, Bernardo i Xinès, respectivament. Al març de 2019, Corey Stoll i Brian d'Arcy James es van unir a l'elenc. Un mes després, es va anunciar la resta de l'elenc que comprenia les faccions dels Jets i els Sharks.

### Rodatge
El rodatge va tenir lloc a Harlem i altres llocs de Manhattan i a Flatlands, Brooklyn, a la ciutat de Nova York el juliol de 2019. Hi va haver deu dies de rodatge a Paterson (Nova Jersey), on es va construir un plató a l'aire lliure, l'agost de 2019. El rodatge també va tenir lloc a Newark i altres parts del comtat d'Essex, Nova Jersey. Va acabar el 27 de setembre de 2019 amb un total de 79 dies de rodatge. Tots els conjunts es van construir en un magatzem dels estudis Steiner.
La pel·lícula no intenta recrear la coreografia de Jerome Robbins utilitzada a la majoria de les produccions de l'espectacle escènic i a la pel·lícula de 1961. No obstant això, Peck i l'equip creatiu van tenir en compte el paper integral de Robbins en el llenguatge del moviment de l'espectacle, i de tant en tant van reutilitzar els moviments de Robbins per a la nostàlgia. Spielberg cita el Rumble com a exemple: l'escena inicialment reutilitza part de la coreografia de Jerome Robbins però a mesura que es fa més intensa s'utilitza més la coreografia original de Peck. Peck també va destacar la faldilla a "America" i el ball de Tony i Maria al gimnàs com a "cites" directes de la coreografia de Jerome Robbins. "Amèrica", que a la pel·lícula de 1961 té lloc en un terrat a la nit, es va tornar a muntar per tenir lloc als carrers de Nova York durant el dia. El rodatge va durar 10 dies a llocs de Harlem, Queens i Paterson. Les sabates de ball d'Ariana DeBose es van fondre i van haver de ser reemplaçades diverses vegades al llarg del rodatge, a causa d'una combinació del clima calorós i la intensitat de la coreografia.

## Música
El compositor David Newman arreglarà i adaptarà la banda sonora original de Bernstein per a la pel·lícula. Gustavo Dudamel, director musical de la Filharmònica de Los Angeles, dirigirà l'orquestra durant les sessions d'enregistrament de la pel·lícula, amb Jeanine Tesori com a entrenadora vocal. L'àlbum de la banda sonora serà llançat per Hollywood Records.

## Llançament

### Estrena en cinemes
West Side Story estava inicialment programada per ser estrenada als Estats Units el 18 de desembre de 2020 per 20th Century Studios. Al setembre de 2020, a causa de la pandèmia de COVID-19, l'empresa matriu Disney va retardar la data d'estrena fins al 10 de desembre de 2021, que coincidirà amb el 60è aniversari de l'estrena de la pel·lícula original de 1961. La pel·lícula tindrà una durada teatral exclusiva de 45 dies, que inclou presentacions a Dolby Cinema i IMAX. Un esdeveniment per a fanàtics d'IMAX, amb una sessió de preguntes i respostes en viu amb Spielberg i l'elenc, es durà a terme exclusivament als cinemes IMAX a tot el país el 6 de desembre de 2021.

### Marketing
El 25 d'abril de 2021, durant la 93a transmissió dels Premis de l'Acadèmia, DeBose va presentar l'avanç de la pel·lícula, i Moreno després va presentar el Premi de l'Acadèmia a la Millor Pel·lícula, commemorant l'estrena de la pel·lícula de 1961 i els seus premis. El tràiler oficial de la pel·lícula es va estrenar el 15 de setembre de 2021.
Abrams Books llançarà un llibre de Laurent Bouzereau sobre la realització de la pel·lícula, amb entrevistes amb l'elenc i l'equip, el 16 de novembre de 2021. Un especial d'ABC, Something's Coming: West Side Story, s'espera que surti a l'aire el 5 de desembre de 2021.

### Taquilla
El 4 de desembre de 2021, Boxoffice Pro va estimar que la pel·lícula guanyaria $ 14.000.000 - $ 22.000.000 dins del seu primer cap de setmana, i que al voltant de $ 55.000.000 - $85.000.000 per a la seva taquilla nacional total.

## Rebuda

### Resposta crítica
Al lloc web de l'agregador de ressenyes Rotten Tomatoes, el 92% de les 283 ressenyes són positives, amb una valoració mitjana de 8,30/10. El consens crític del lloc web diu: «El West Side Story de Steven Spielberg presenta una nova mirada al musical clàssic que està a l'altura del seu estimat avantpassat, i en alguns aspectes fins i tot podria superar-lo». Metacritic, que utilitza una mitjana ponderada, assignada. la pel·lícula una puntuació de 85 sobre 100 basada en 62 crítics, el que indica "aclamació universal". El públic enquestat per CinemaScore va donar a la pel·lícula una nota mitjana de "A" en una escala d'A+ a F, mentre que els enquestats per PostTrak li van donar una puntuació global positiva del 88%, amb un 70% dient que definitivament la recomanarien.

### Crítiques
Molts crítics porto-riquenys i altres llatins han qüestionat la necessitat de refer West Side Story, amb Arlene Dávila escrivint en un article d'opinions a El Nuevo Día: "És trist adonar-nos una vegada més de la realitat que els porto-riquenys i els llatins es reduiran a temes inventats i idees extretes del llibre de jugades del que són 'puerto-riqueny' i 'llatí' per a la imaginació blanca, perquè el que és segur és que avui dia. Hollywood és més blanc i més exclusiu que mai".
Escrivint sobre el musical original abans de l'estrena de la pel·lícula de Spielberg, Frances Negrón-Muntaner va argumentar que el musical "va popularitzar àmpliament els estereotips racistes i masclistes que continuen configurant com veu el món els porto-riquenys i com es veuen ells mateixos. Per a molts, West Side Story ha estat ni més ni menys que un trauma fundacional que juga sense parar, com en un bucle interminable." En una conversa que The New York Times va organitzar entre crítics, dramaturgs i historiadors abans de veure la nova pel·lícula, Carina del Valle Schorske va escriure: "West Side Story potser no és un monument confederat, però és un monument a l'autoritat dels americans blancs. per dominar la conversa sobre qui són els porto-riquenys. I cada renaixement renova aquesta autoritat i cosigna la narrativa per a una nova generació". Blanca Vázquez en una col·lecció d'assajos publicats pel Women's Media Center va escriure sobre el remake: "En lloc d'anticipació, no puc evitar sentir una sensació de por per una producció que ha emmarcat l'experiència de Puerto Rico durant més de 60 anys. ", afegint que "The West Side Story durant la major part de la meva vida representa una pobresa de pensament i sentiment sobre Puerto Rico i la nostra relació amb els Estats Units". També s'ha criticat la decisió d'abordar àmpliament el tema de la immigració, en lloc del colonialisme nord-americà. Negrón-Muntaner va escriure: "En canvi, els porto-riquenys, als quals el Congrés va imposar la ciutadania nord-americana el 1917 per apaivagar el descontentament generalitzat amb el govern de Washington, són migrants colonials que s'han traslladat en gran nombre als Estats Units no per escapar dels problemes llatinoamericans sinó de les condicions colonials nord-americanes. Això és especialment rellevant tenint en compte la migració massiva de porto-riquenys que s'ha produït durant l'última dècada i mitja a causa, en gran part, de la influència del domini colonial dels Estats Units.
Aurora Flores va fer ressò d'aquest sentiment, alhora afegint que l'adaptació de Spielberg va esborrar la història de les treballadores de la confecció porto-riquenyes, a qui va anomenar l'eix vertebrador de la indústria de la moda durant el període en què se situa la pel·lícula, a favor d'una escena que mostra les dones llatines com netejadors. Flores també va criticar els accents utilitzats per alguns dels actors que interpretaven els porto-riquenys, cosa que va trobar innecessària. Alguns crítics van considerar que la nova adaptació va reforçar la necessitat de desenvolupar el talent llatí per explicar històries autèntiques, amb Aurora Flores que va afirmar: "Necessites més que un consell assessor. Necessites escriptors, directors i productors. Necessitem les nostres històries. dit, a la nostra manera." Arlene Dávila va afegir: "Ja és hora de dir prou amb els remakes, les importacions i les adaptacions a mig fer, i de començar a exigir produccions i continguts originals escrits i produïts per la nostra diversa comunitat".

### Premis
| Premi                                         | Data de cerimònia      | Categoria                                  | Destinatari                                                                 | Resultat   | Ref.          |
| --------------------------------------------- | ---------------------- | ------------------------------------------ | --------------------------------------------------------------------------- | ---------- | ------------- |
| African-American Film Critics Association     | 8 de desembre de 2021  | Top Deu Pel·lícules                        | West Side Story                                                             | Guanyadora | [ 29 ]        |
| African-American Film Critics Association     | 8 de desembre de 2021  | Millor pel·lícula                          | West Side Story                                                             | Nominada   | [ 29 ]        |
| Premis American Film Institute                | 7 de gener de 2022     | Top Deu Pel·lícules de l'Any               | West Side Story                                                             | Guanyadora | [ 30 ]        |
| The Queerties                                 | 3 de desembre de 2021  | Next Big Thing                             | West Side Story                                                             | Nominada   | [ 31 ]        |
| Detroit Film Critics Society                  | 6 de desembre de 2021  | Millor Actriu Secundària                   | Ariana DeBose                                                               | Guanyadora | [ 32 ] [ 33 ] |
| Detroit Film Critics Society                  | 6 de desembre de 2021  | Millor Actriu Secundària                   | Rita Moreno                                                                 | Nominada   | [ 32 ] [ 33 ] |
| Detroit Film Critics Society                  | 6 de desembre de 2021  | Millor Ús del So/Música                    | West Side Story                                                             | Nominat    | [ 32 ] [ 33 ] |
| National Board of Review                      | 2 de desembre de 2021  | Top Deu Pel·lícules                        | West Side Story                                                             | Guanyadora | [ 34 ]        |
| National Board of Review                      | 2 de desembre de 2021  | Millor actriu                              | Rachel Zegler                                                               | Guanyadora | [ 34 ]        |
| New York Film Critics Circle                  | 3 de desembre de 2021  | Millor cinematografia                      | Janusz Kamiński                                                             | Guanyador  | [ 35 ]        |
| Washington D.C. Area Film Critics Association | 6 de desembre de 2021  | Millor Pel·lícula                          | West Side Story                                                             | Nominada   | [ 36 ]        |
| Washington D.C. Area Film Critics Association | 6 de desembre de 2021  | Millor Director                            | Steven Spielberg                                                            | Nominat    | [ 36 ]        |
| Washington D.C. Area Film Critics Association | 6 de desembre de 2021  | Millor Actriu Secundària                   | Ariana DeBose                                                               | Nominada   | [ 36 ]        |
| Washington D.C. Area Film Critics Association | 6 de desembre de 2021  | Millor Actuació Juvenil                    | Rachel Zegler                                                               | Nominada   | [ 36 ]        |
| Washington D.C. Area Film Critics Association | 6 de desembre de 2021  | Millor Guió Adaptat                        | Tony Kushner                                                                | Nominat    | [ 36 ]        |
| Washington D.C. Area Film Critics Association | 6 de desembre de 2021  | Millor Disseny de Producció                | Adam Stockhausen & Rena DeAngelo                                            | Nominat    | [ 36 ]        |
| New York Film Critics Online                  | 12 de desembre de 2021 | Top Deu Pel·lícules del 2021               | West Side Story                                                             | Guanyadora | [ 37 ]        |
| New York Film Critics Online                  | 12 de desembre de 2021 | Rendiment innovador                        | Ariana DeBose                                                               | Guanyador  | [ 37 ]        |
| New York Film Critics Online                  | 12 de desembre de 2021 | Millor Ús de la Música                     | David Newman                                                                | Guanyador  | [ 37 ]        |
| Chicago Film Critics Association              | 15 de desembre de 2021 | Millor Pel·lícula                          | West Side Story                                                             | Nominada   | [ 38 ]        |
| Chicago Film Critics Association              | 15 de desembre de 2021 | Millor Director                            | Steven Spielberg                                                            | Nominat    | [ 38 ]        |
| Chicago Film Critics Association              | 15 de desembre de 2021 | Millor Actor Secundari                     | Mike Faist                                                                  | Nominat    | [ 38 ]        |
| Chicago Film Critics Association              | 15 de desembre de 2021 | Millor Actriu Secundària                   | Ariana DeBose                                                               | Nominada   | [ 38 ]        |
| Chicago Film Critics Association              | 15 de desembre de 2021 | Millor Guió Adaptat                        | Tony Kushner                                                                | Nominat    | [ 38 ]        |
| Chicago Film Critics Association              | 15 de desembre de 2021 | Millor Direcció d'Art/Disseny de Producció | West Side Story                                                             | Nominat    | [ 38 ]        |
| Chicago Film Critics Association              | 15 de desembre de 2021 | Millor Disseny de Vestuari                 | Paul Tazewell                                                               | Nominat    | [ 38 ]        |
| Chicago Film Critics Association              | 15 de desembre de 2021 | Millor Edició                              | Michael Kahn & Sarah Broshar                                                | Nominats   | [ 38 ]        |
| Chicago Film Critics Association              | 15 de desembre de 2021 | Millor Cinematografia                      | Janusz Kamiński                                                             | Nominat    | [ 38 ]        |
| Chicago Film Critics Association              | 15 de desembre de 2021 | Intèrpret Més Prometedor                   | Rachel Zegler                                                               | Nominada   | [ 38 ]        |
| Chicago Film Critics Association              | 15 de desembre de 2021 | Intèrpret Més Prometedor                   | Ariana DeBose                                                               | Nominada   | [ 38 ]        |
| Los Angeles Film Critics Association          | 18 de desembre de 2021 | Millor Actriu Secundària                   | Ariana DeBose                                                               | Guanyadora | [ 39 ]        |
| Premis Globus d'Or                            | 9 de gener de 2022     | Millor pel·lícula - Musical o comèdia      | West Side Story                                                             | Guanyadora | [ 40 ] [ 41 ] |
| Premis Globus d'Or                            | 9 de gener de 2022     | Millor actriu - Musical o comèdia          | Rachel Zegler                                                               | Guanyadora | [ 40 ] [ 41 ] |
| Premis Globus d'Or                            | 9 de gener de 2022     | Millor actriu secundària                   | Ariana DeBose                                                               | Guanyadora | [ 40 ] [ 41 ] |
| Premis Globus d'Or                            | 9 de gener de 2022     | Millor director                            | Steven Spielberg                                                            | Nominat    | [ 40 ] [ 41 ] |
| Premis BAFTA                                  | 13 de març de 2022     | Millor actriu secundària                   | Ariana DeBose                                                               | Guanyadora | [ 42 ]        |
| Premis BAFTA                                  | 13 de març de 2022     | Millor actor secundari                     | Mike Faist                                                                  | Nominat    | [ 42 ]        |
| Premis BAFTA                                  | 13 de març de 2022     | Millor càsting                             | Cindy Tolan                                                                 | Guanyadora | [ 42 ]        |
| Premis BAFTA                                  | 13 de març de 2022     | Millor disseny de producció                | Adam Stockhausen, Rena DeAngelo                                             | Nominats   | [ 42 ]        |
| Premis BAFTA                                  | 13 de març de 2022     | Millor so                                  | Brian Chumney, Tod Maitland, Andy Nelson & Gary Rydstrom                    | Nominats   | [ 42 ]        |
| Premis Oscar                                  | 27 de març de 2022     | Millor pel·lícula                          | West Side Story                                                             | Nominats   | [ 43 ]        |
| Premis Oscar                                  | 27 de març de 2022     | Millor director                            | Steven Spielberg                                                            | Nominats   | [ 43 ]        |
| Premis Oscar                                  | 27 de març de 2022     | Millor actriu secundària                   | Ariana DeBose                                                               | Guanyadora | [ 43 ]        |
| Premis Oscar                                  | 27 de març de 2022     | Millor fotografia                          | Janusz Kaminski                                                             | Nominats   | [ 43 ]        |
| Premis Oscar                                  | 27 de març de 2022     | Millor vestuari                            | Paul Tazewell                                                               | Nominats   | [ 43 ]        |
| Premis Oscar                                  | 27 de març de 2022     | Millor disseny de producció                | Adam Stockhausen (disseny de producció) & Rena DeAngelo (decoració del set) | Nominats   | [ 43 ]        |
| Premis Oscar                                  | 27 de març de 2022     | Millor so                                  | Tod A. Maitland, Gary Rydstrom, Brian Chumney, Andy Nelson & Shawn Murphy   | Nominats   | [ 43 ]        |

## Diferències entre les versions cinematogràfiques i la teatral
S'espera que el guió de la pel·lícula se cenyeixi més al guió de Broadway de West Side Story, que a l'adaptació cinematogràfica del 1961 escrita per Ernest Lehman. Rita Moreno, que va interpretar Anita a la pel·lícula de 1961, interpreta Valentina, una versió re-concebuda i ampliada del personatge original Doc, que serveix com a mentora dels personatges adolescents. Un nou personatge negre, Abe, fa que l'elenc sigui “més representatiu de la Nova York dels anys 50”. Als germans Maria i Bernat se'ls dona un cognom, Vásquez. La coreografia de Peck és original i no intenta replicar la coreografia de Jerome Robbins.